# Jessica Wesson
Jessica Wesson, född 1 januari 1982 är en amerikansk skådespelare. Hon har bland annat medverkat i Flipper (där hon spelade Kim) och Tummen mitt i handen (där hon spelade Brads flickvän Jennifer Sudarsky) och Boy meets world (här hon medverkade i två avsnitt). Hon hade även en biroll i den amerikanska barnfilmen Casper.

## Filmografi
- Milk Money
- Casper
- Longshot
- The Weird Ones
- The Other Way Around
- Home Improvement
- Baywatch
- Boy Meets World
- Odd Man Out
- Judging Amy